# إيشيبوجين
إيشيبوجين (一分銀) كانت عملة معدنية يابانية سكت أول مرة في عام 1837. كانت قيمة إيشيبوجين تساوي ربع ريو أي عملة إيشيبونكين الذهبية أو 3 بدولار أمريكي. كان الإشيبوجين مصنوعًا من الفضة مع كميات ضئيلة من الذهب وعناصر أخرى.

بدأ سك العملة في 7 نوفمبر 1837 وبدأ تداولها في 18 ديسمبر 1837. علق إصدار العملة مؤقتًا في 17 أغسطس 1843. صرح لسجل جينزا كاكي جويودوم أن عدد العملات المسكوكة من بداية إصداراها حتى التعليقق كان العملة 15,153,802 ريو. يقال أن سبب التعليق فكرة تاداكوني ميزونو لإصلاح النظام النقدي كجزء من إصلاح تينبو ولكن قوبلت فكرة إلغاء العملة بمعرضة كبيرة وبعد مررو عام تقريبا في 13 سبتمبر 1844 استئنف إصدارها.

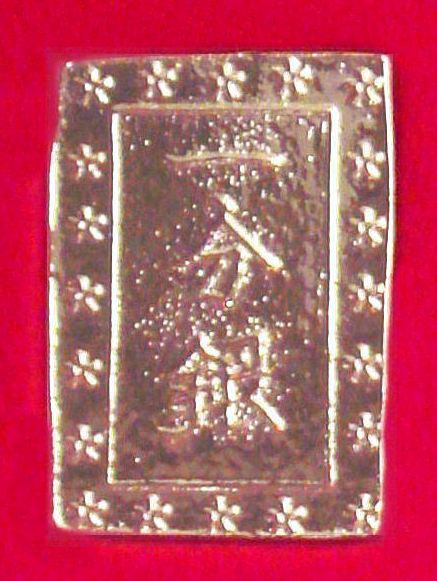
إيشيبوجين فضي.

## الإصدار
| الاسم            | الفترة                       | التكوين                          | الوزن     | الرقم                             |
| ---------------- | ---------------------------- | -------------------------------- | --------- | --------------------------------- |
| تينبو إيشيبوجين  | 8 تينبو – 1 آنسي (1837–1854) | ذهب 0.21%/فضة 98.86%/أخرى 0.93%  | 8.62 غرام | 19,729,139 ريو (78,916,556枚)     |
| أنسي إيشيبوجين   | 6 أنسي – 1 ميجي (1859–1868)  | ذهب 0.07%/فضة 89.36%/أخرى 10.57% | 8.62 غرام | 25,471,150 ريو (101,884,600枚)    |
| كاهيشي إيشيبوجين | 1–2 ميجي (1868–1869)         | ذهب 0.09%/فضة 80.66%/أخرى 19.25% | 8.62 غرام | 1,066,833 ريو 2 سنت (4,267,334枚) |

## المعرض

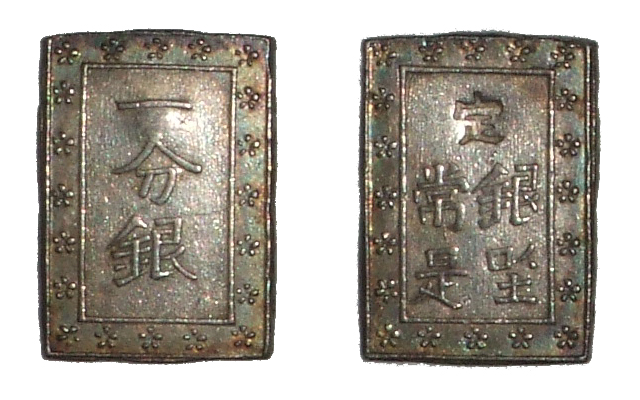
إيشيبوجين من عصر تينبو
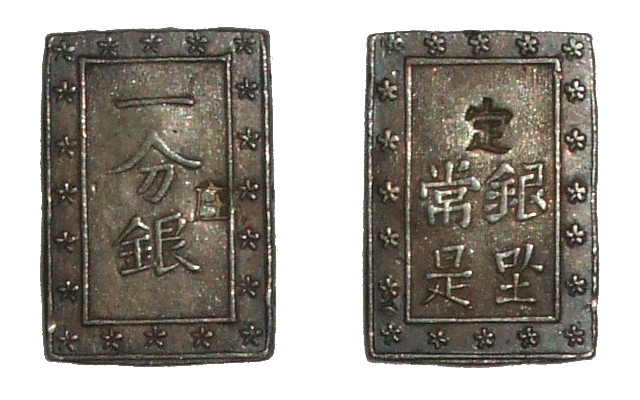
إيشيبوجين مصدرة في شوناي
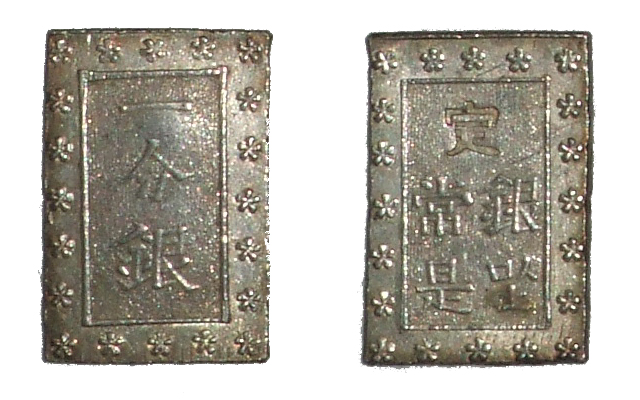
إيشيبوجين من عصر آنسي
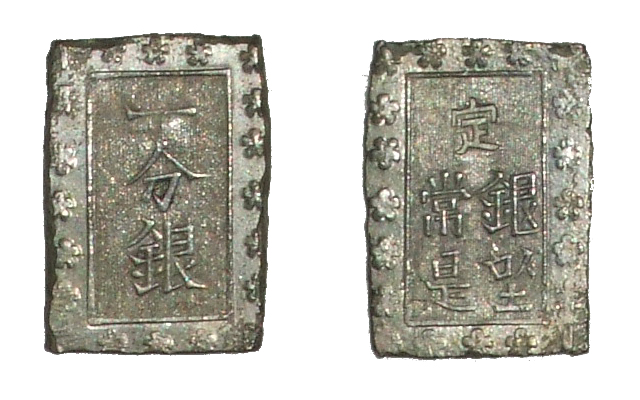
إيشيبوجين إصدار مكتب العملة

### ثبت المراجع
- 久光重平 (1976). 日本貨幣物語 (باليابانية) (初版 ed.). 毎日新聞社. ASIN:B000J9VAPQ.
- 田谷博吉 (1963). 近世銀座の研究 (باليابانية). 吉川弘文館. ISBN:978-4-6420-3029-8.
- 清水恒吉 (1996). 南鐐蔵版 地方貨幣分朱銀判価格図譜 (باليابانية). 南鐐コイン・スタンプ社.